# Tarachidia obsoleta
Tarachidia obsoleta là một loài bướm đêm trong họ Noctuidae.